# Tridactyle trimikeorum
Tridactyle trimikeorum là một loài thực vật có hoa trong họ Lan. Loài này được Dare miêu tả khoa học đầu tiên năm 1999.